# Liječnički vjesnik
Liječnički vjesnik je stručno glasilo Hrvatskoga liječničkog zbora.

## Povijest
Prvi broj izašao je nekoliko godina nakon utemeljenja Hrvatskoga liječničkog zbora. Bilo je to 1877. godine. Zasluga je to ondašnjeg predsjednika Zbora dr. Antuna Schwarza. Najstariji je hrvatski medicinski časopis prema trajnosti izlaženja. List je jedan od relativno malobrojnih, tek stotinjak svjetskih časopisa koji su izlazili krajem 19. stoljeća, a da su održali kontinuitet tijekom 20. stoljeća te potom ušli u 21. stoljeće.
Liječnički vjesnik uređivali su Antun Schwarz, Ladislav Rakovac, Josip Fon, Josip Šepić, Bohuslav Jiruš, Viktor Gjurkovečki, Bogdan Jakopović, Antun Lobmayer, Miroslav Čačković, Radovan Marković, Vatroslav Florschütz, Gjuro Butorac, Radenko Stanković, Srećko Šilović, Vladimir Jelovšek, Lazar Novković, Lujo Thaller, Vlaho Novaković, Kamilo Farkaš, Fran Bubanović, Ivan Herzog, Edo Deutsch, Ante Vuletić, Zlatko Supek, Stanko Ibler, Pavao Tomašić, Ljubomir Božović, Mirko Dražen Grmek, Tihomil Beritić, Predrag Drobnjak, Ivan Bakran, Marko Pećina, Nada Čikeš i Branimir Anić.

## Sadržaj
Redovno bilježi sva važna dostignuća, stručna i strukovna događanja. Objavljuju se uvodnici, stručni i znanstveni radovi, pregledni članci, prikazi bolesnika, lijekova i metoda, preliminarna znanstvena i stručna priopćenja, osvrti, pisma uredništvu, prikazi knjiga, referati iz literature i drugi prilozi. Od 1935. sadrži inozemni prilog u kojemu se na stranim jezicima objavljuju članci i predavanja Zbora. Na zamolbu Američke nacionalne knjižnice 1962. godine, odlučeno je da Liječnički vjesnik počne izlaziti, uz hrvatski, i na engleskom jeziku. Nakratko je prestao izlaziti početkom 1980-ih, kad je bila velika ekonomska kriza u državi. 1985. godine list je nastavio izlaziti. Skoro 70 godina neprekidno je nazočan u međunarodnim znanstvenim indeksima. Prvi broj koji je uveden u Index Medicus (Medline) jest broj 7/8 iz 71. volumena, objavljenog 1949. godine. U Indexu Medicusu ima skoro 6000 članaka.

## Vanjske poveznice
Mrežna mjesta
- Liječnički vjesnik, službeno mrežno mjesto
- Liječnički vjesnik na Hrčku